# بيت هاشم (بني العوام)

تعديل مصدري - تعديل

بيت هاشم هي إحدى قرى عزلة بني الذواد بمديرية بني العوام التابعة لمحافظة حجة، بلغ تعداد سكانها 273 نسمة حسب تعداد اليمن لعام 2004.